# 41981 Yaobeina
41981 Yaobeina este o planetă minoră (asteroid), cu un diametru de 4,431 km, din centura de asteroizi. A fost descoperită pe 28 decembrie 2000 la Desert Beaver Observatory⁠(d) de William Kwong Yu Yeung și a fost numită după Yao Beina⁠(d). 
Obiectul prezintă o orbită caracterizată de o semiaxă mare de 2,6212808794293 UAi, o excentricitate de 0,13, o înclinație de 14,4 ° în raport cu ecliptica.